# 埃瓦琳·卡通戈
埃瓦琳·苏珊妮·卡通戈（英語：Evarine Suzeni Katongo；2002年12月29日—），赞比亚女子足球运动员，司职中场，目前效力于ZISD Queens和赞比亚国家女子足球队。她曾代表赞比亚参加2022年非洲女子国家杯和2023年国际足联女子世界杯等多场国际赛事。